# Piuro

Gemeinde Piuro in der Provinz Sondrio

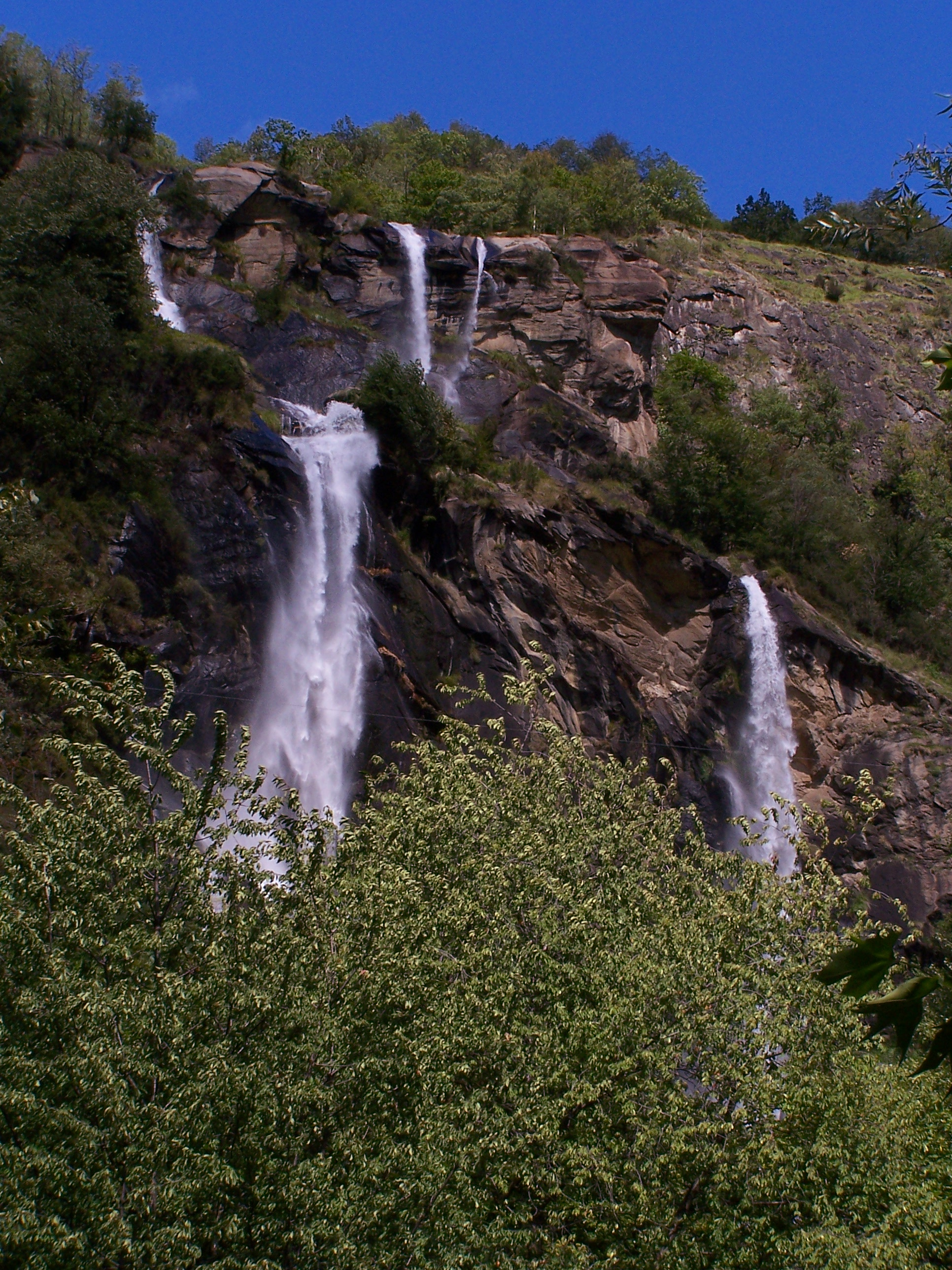
Wasserfall Acquafraggia

Piuro (dt. Plurs, rätoromanisch Plürⓘ) ist eine Gemeinde im Val Bregaglia italiana in der Provinz Sondrio in der Lombardei, Italien. Piuro hat 1901 Einwohner (Stand 31. Dezember 2023).

## Geografie
Das Gebiet der Gemeinde Piuro liegt östlich Chiavennas beiderseits der Mera. Nach Norden erstreckt es sich mit dem Valle di Lei etwa 20 Kilometer direkt an der Grenze zum Kanton Graubünden, Schweiz. Die Gemeinde besteht aus verschiedenen Siedlungen im Val Bregaglia italiana, einer Fortsetzung des Bergells nach Westen. Die wichtigsten dieser Siedlungen sind Prosto, Borgonuovo und Santa Croce, alle orographisch rechts der Mera. Ebenfalls rechts der Mera, oben am Berg und ohne Straßenanschluss, liegen Savogno (932 m) und Dasile (1032 m). Die kleineren Siedlungen heißen Sant’Abbondio, Aurogo, Scilano und Crana.  Nördlich der Wasserscheide am Passo di Lei (2680 m) entspringt der Reno di Lei, der nach Norden durch das zu Piuro gehörende Valle di Lei und dessen Stausee Lago di Lei dem Averser Rhein und letztlich über den Rhein der Nordsee zufließt.

## Geschichte

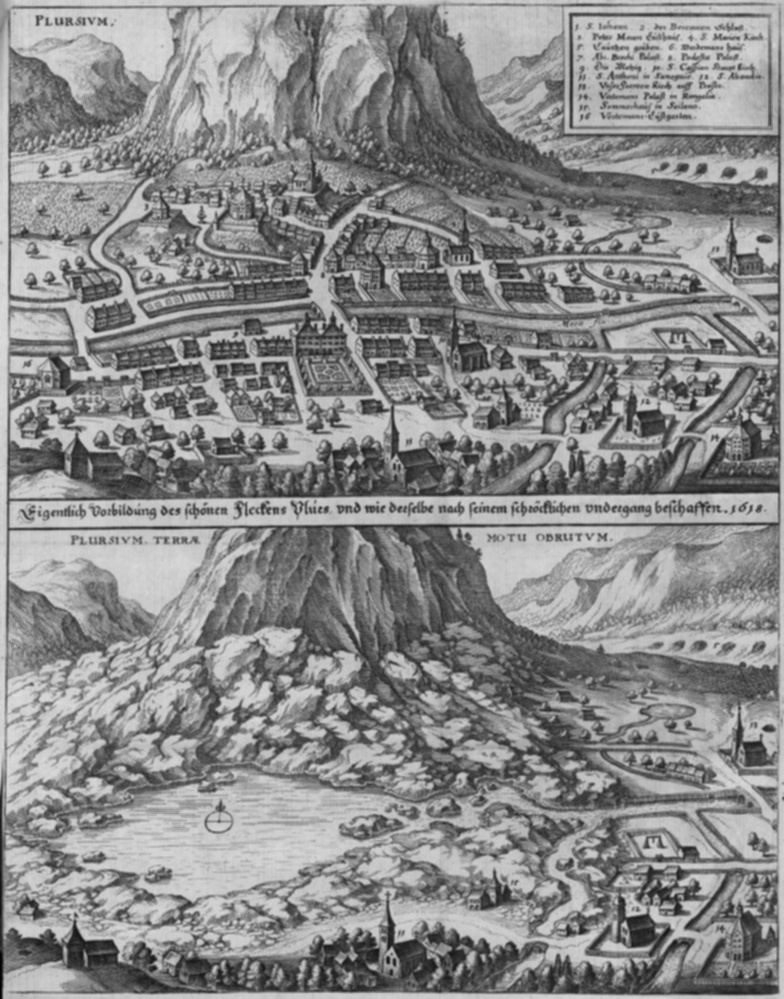
Matthäus Merian: Plurs vor und nach dem Bergsturz. Abbildung aus Martin Zeiller, Topographia Helvetiae, 1642/1654

In Urkunden erscheint Plurs 973 als Prore und ab 1021 als Plurium, wobei sich Letzteres ein Jahrhundert später durchsetzt. Damals gehörte der Ort noch zum größeren Chiavenna, von welchem Piuro 1158 unabhängig wurde.
Durch den Abbau von Speckstein (Topf- bzw. Lavezstein) und dessen Verarbeitung zu Hausgeschirr und Kochtöpfen und den Export dieser Produkte, sowie den europaweiten Handel mit Seide aus dem Gebiet des Comer Sees gelangte das damalige Städtchen zu Reichtum und Wohlstand. Hinzu kamen die Erträge aus dem Einstieg der reich gewordenen Handelsgesellschaften, wie jener der Vertemate-Franchi aus Plurs, in den Bergbau. Ein Zeitzeuge schrieb im 17. Jahrhundert von Häusern, „die man eher große Paläste nennen konnte. […] Ja es schien, als habe hier Krösus den Reichtum angesammelt und Kleopatra ihre kostbaren Juwelen getragen“.
Plurs erwarb und Piuro besitzt noch immer Alpweiden auf der hohen Talstufe beim Lago dell’ Acqua Fraggia und auf der Nordseite der Bergkette mit dem Valle di Lei.
Plurs blieb 1486 von Zerstörungen und Plünderungen während den Feldzügen der Bündner verschont, die 1486 Chiavenna und 1487 Bormio und Sondrio eroberten und gegen Zahlungen wieder räumten. Als 1512 die Bündner das Veltlin und das Valchiavenna eroberten und, mit Unterbrechung von 1620 bis 1639 während der Bündner Wirren, für bald 300 Jahre bis 1797 als Untertanenland in Besitz nahmen, wurde Plurs Amtssitz eines Podestaten. Um die Mitte des 16. Jahrhunderts kamen unter dem Einfluss des bündnerischen Bergells in Plurs und Ponteggia evangelische Gemeinden auf. Führende Vertreter der Kaufmannsfamilien Lumaga und Camulio, die in Italien der Inquisition ausgesetzt waren, förderten hier die Reformation und wirkten im reformierten Kirchenrat. Der reformierten Gemeinde war die alte Kirche Santa Maria zugeordnet. 1597 führten namhafte reformierte und katholische Theologen in der Kirche San Giovanni eine öffentliche Disputation über den Stellenwert der Messe durch.

### Der Bergsturz von Plurs 1618
Der unkontrollierte Lavezsteinabbau hatte den Berg Conto unterhöhlt und zehn Tage Regen führten am 25. Augustjul. / 4. September 1618greg. zu einem schweren Bergsturz: vom Monte Conto lösten sich infolge der Unterhöhlungen große Felsmassen, die das Dorf Piuro und den etwa 500 Meter bergwärts liegenden Weiler Scilano (Schilan) unter hohen Gesteinstrümmern begruben und den Fluss Mera für kurze Zeit zu einem See stauten. Der Kommissar von Chiavenna, Fortunat Sprecher, nannte in seinem zweiten Bericht an die Bündner Regierung in Chur 930 Todesopfer, Sprechers Zeitgenosse, der Historiker Benedetto Parravicini, erhöhte die geschätzte Zahl um 300 auf 1200 insgesamt.
Die Berichte in den damaligen Zeitungen über den Bergsturz auf das wohlhabende Handelsstädtchen Plurs nahmen teilweise legendäre Züge an, die sich durch die späteren Ausgrabungen nicht belegen ließen. Der Zürcher Kupferstecher Hardmeyer illustrierte als erster wenige Wochen danach den Bergsturz mit einigen geographischen Fehlern, da er den Ort nie gesehen hatte. Weitere Stecher in Europa kopierten seine fehlerhafte Vorlage. Die Drei Bünde veranlassten gleich nach der Katastrophe erste Ausgrabungen. Letzte Sondierungen erfolgten noch 1963–1966 durch die italienisch-schweizerische Vereinigung für die Ausgrabung von Piuro. Die Vereinigung gab eine Bibliografie der Veröffentlichungen zur Geschichte von Plurs heraus. In der Kirche Sant’Abbondio in Piuro befindet sich eine kleine Ausstellung über das verschüttete Plurs.
Mit dem Bergsturz endet die Geschichte von Plurs und die Bedeutung der dort ansässigen Familien, wie derjenigen der Vertemate-Franchi. Plurs wurde nicht wieder aufgebaut. Das Val Bregaglia „versank“ ab 1620 für 19 Jahre in den Bündner Wirren, bevor es 1639 wieder unter Bündner Herrschaft gelangte.
1797 gelangte das Val Bregaglia italiana dann zur Cisalpinischen Republik, 1815 zum Königreich Lombardo-Venetien, 1859 zum Königreich Sardinien und 1861 letztlich zum Königreich Italien (1861–1946).
Das neue Piuro entstand erst in jüngster Vergangenheit durch die Zusammenlegung von bis dahin selbständigen Gemeinden.

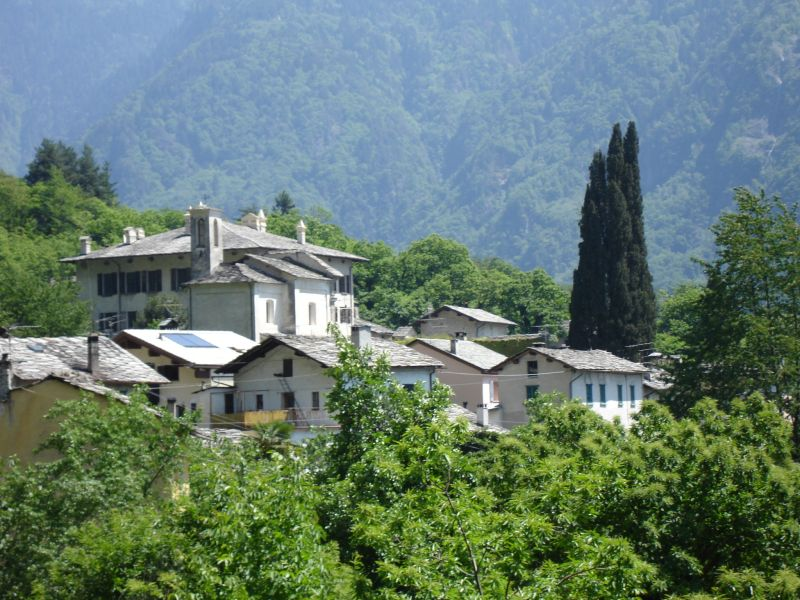
Palazzo Vertemate

## Sehenswürdigkeiten
- Pfarrkirche San Martino di Tours (11. Jahrhundert) im Ortsteil Santa Croce[22] mit mittelalterlichen Fresken des Malers Maestro dell’Apocalisse di Civate aus den Jahren 1030–1050, die ältesten Fresken der Provinz Sondrio.
- Kirche Auffindung des Kreuzes im Ortsteil Santa Croce, eine kreisförmige, zum ersten Mal im Jahr 1176 erwähnte romanische Kirche. Das hölzerne Altarbild von Yvo Strigel von Memmingen ist mit 1499 datiert.
- Palazzo Vertemate-Franchi (vor 1618).[23][24][25] Nach der Verschüttung des alten Piuro 1618, von der er nicht betroffen war, weil er außerhalb des Trümmerstroms lag, blieb er als Hauptpalast der Familie erhalten und wurde nach und nach restauriert. Heute befindet er sich im Eigentum der Stadt Chiavenna und ist der Öffentlichkeit als Museum zugänglich.[26]
- Kirche Sant’Abbondio im Ortsteil Borgonuovo. Sie beherbergt das archäologische Museum, das Piuro vor 1618 gewidmet ist und diejenigen Funde enthält, die vom italienisch-schweizerischen Verein der Scavi di Piuro geborgen wurden.
- Glockenturm Sant’Abbondio (1600) im Ortsteil Belfort.
- In den alten Trotten von Piuro stehen noch Balkenpressen, die früher zum Pressen der Trauben verwendet wurden.
- Acquafraggia-Wasserfälle[27]

## Persönlichkeiten
- Guglielmo da Piuro (* um 1440 in Piuro; † nach 1478 ebenda?), Bildhauer, Architekt in Celerina/Schlarigna[28]
- Mino Celsi (1514–1575), Edelmann, Humanist und Publizist[29]
- Luigi Guanella (1842–1915), Pfarrer von Savogno Fraktion der Gemeinde Piuro
- Ponziano Togni (1906–1971), Architekt, Maler, Zeichner und Wandmaler